# کالیخووشچزنا
کالیخووشچزنا (به لهستانی:  Kalichowszczyzna) یک روستا در لهستان است که در گمینا توچنا واقع شده‌است.